# Windsor (Royaume-Uni)
Pour les articles homonymes, voir Windsor.
Windsor est une ville anglaise du Royal Borough de Windsor et Maidenhead dans le Berkshire (Royaume-Uni), située à 40 km à l'ouest de Londres, sur la rive sud de la Tamise. 
Elle est particulièrement connue grâce au château de Windsor, qui donne son nom à la maison de Windsor. Le château est une des résidences des souverains britanniques quand ils ne sont pas au palais de Buckingham.
Elle est aussi connue par la pièce de Shakespeare, Les Joyeuses Commères de Windsor.

## Géographie

### Situation
De l'autre côté du fleuve se trouve la ville d'Eton, célèbre pour son collège très huppé.

### Transports

La gare de Windsor & Eton Riverside.

Windsor possède deux gares ferroviaires :
- la gare de Windsor & Eton Central ;
- la gare de Windsor & Eton Riverside.

## Vie politique
L'administration municipale est celle du Royal Borough.
Windsor fait partie de la circonscription électorale (constituency) de Windsor, qui inclut aussi Eton et Datchet. L'actuel député est le conservateur Adam Afriyie, depuis 2005.

## Monuments et lieux touristiques
- Chapelle Saint-Georges (St. George's Chapel)
- Le château de Windsor
- Adelaide Cottage

Le parc Legoland Windsor constitue une autre attraction dans la ville.

## Personnalités liées à la ville
À part les membres de la famille royale britannique, dont un certain nombre reposent dans la crypte de la chapelle du château de Windsor, notamment la reine Elisabeth II, depuis le 19 septembre 2022, plusieurs personnalités sont liées elles aussi à la commune de Windsor. En voici une liste non exhaustive.
- Anna Friel, actrice ayant passé plusieurs années à Windsor mais ayant déménagé en 2007.
- Natalie Imbruglia, chanteuse australienne, est propriétaire d'une maison dans White Lilies Island, située dans le quartier Clewer Village.
- Michael Caine, acteur, a vécu à la Old Mill House à la fin de Mill Lane, durant les années 1960 et 1970. La maison a été vendue par la suite au guitariste Jimmy Page, membre du groupe de rock Led Zeppelin, qui a revendu la propriété en 2004.
- Kris Marshall, acteur, est un résident occasionnel et cela depuis longtemps.
- Dhani Harrison, musicien anglais et fils de George Harrison est né à Windsor.
- Freddie Starr, comédien, a vécu à Windsor durant les années 1970 dans le célèbre quartier St Leonards Hill.
- Margaret Oliphant, romancière du XIXe siècle et écrivain historique a vécu à Clarence Crescent. Aujourd'hui la maison est rebaptisée "The Oliphant House".
- Ranulph Fiennes, aventurier, explorateur et auteur est né à Windsor.
- Alex Pettyfer, acteur, notamment vu dans Numéro Quatre (I am number four) et Sortilège y a grandi avec sa mère, son beau-père et son demi-frère.
- Sue Holderness, actrice ayant joué Marlene dans la série télévisée anglaise Only Fools and Horses and in The Green Green Grass.
- Sir Sydney Camm, inventeur du fameux Hawker Hurricane, avion utilisé durant la Seconde Guerre mondiale, vivait au 10 Alma Road.
- Billy Connolly, acteur et humoriste, a vécu à proximité de Winkfield.
- Jeremy Kyle, présentateur, vit à Windsor avec sa famille.
- Zinzan Brooke membre de l'union internationale de rugby de Nouvelle-Zélande, est un habitant régulier de Windsor et a déjà joué en amateur avec le Windsor Rugby Football Club.
- Caroline Munro, actrice, née en 1950 à Windsor.
- Hugh Thomas, historien, né en 1931 à Windsor.

## Jumelages
- Neuilly-sur-Seine (France)

## Événements
En 2009, les championnats d'Europe d'équitation (saut d'obstacles et dressage) s'y déroulèrent.